# Opera seria

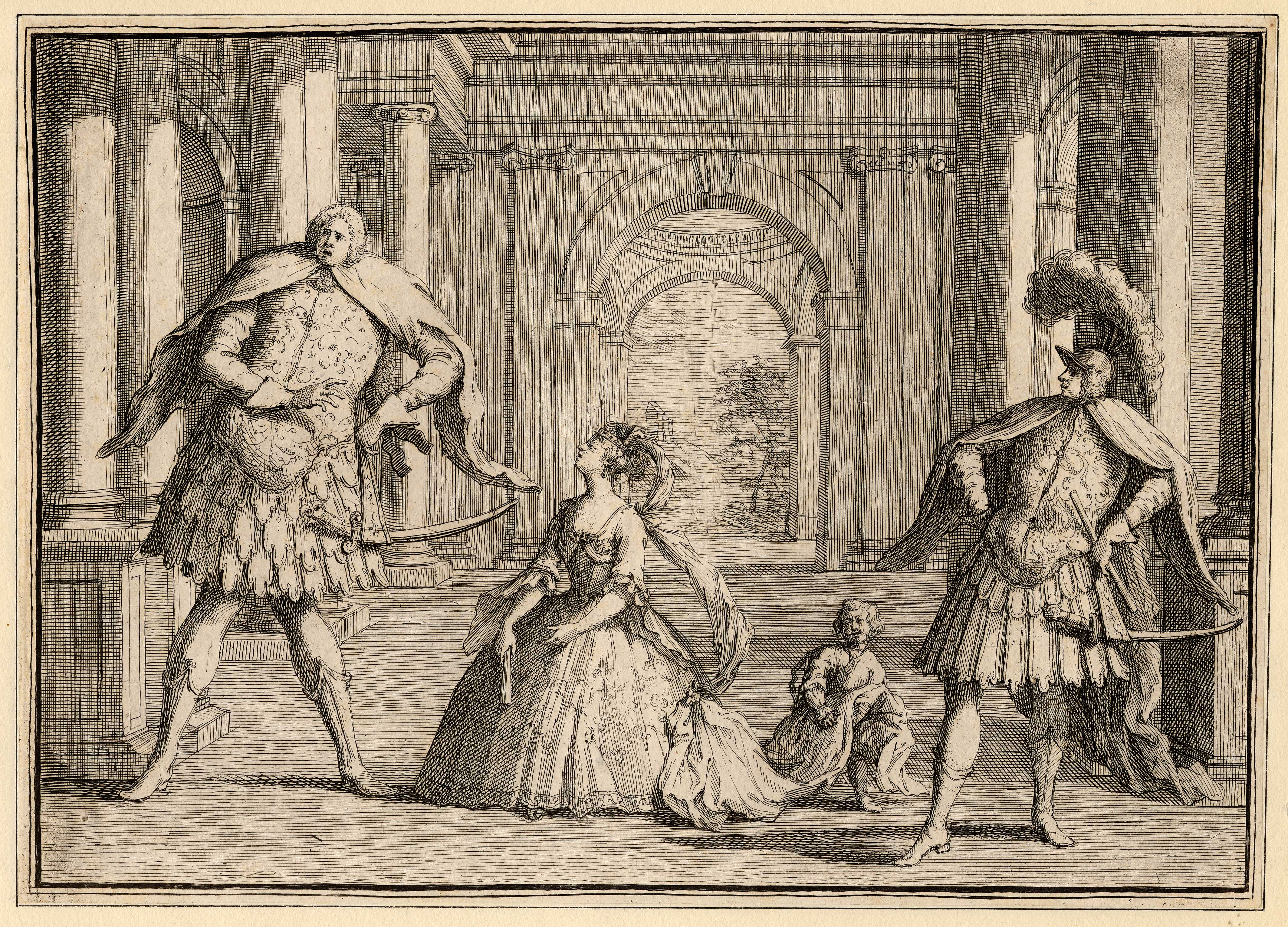
Karikatur einer Aufführung von Händels Flavio; drei der damals berühmtesten Opernsänger: Senesino links, die Diva Francesca Cuzzoni in der Mitte und rechts Gaetano Berenstadt

Opera seria (Plural opere serie), zeitgenössische Bezeichnung: Dramma per musica, ist ein Ende des 18. Jahrhunderts (nachträglich) gebildeter Terminus für die „ernste“ italienische Oper, als Gegensatz zu Opera buffa, „komische Oper“. Diese Unterscheidung ist gleichbedeutend mit den zeitgenössischen Begriffen „hoher“ und „niederer“ Stil. Unter dem Einfluss der römischen Accademia dell’Arcadia und durch Pietro Metastasios Libretti erlebte der „hohe Stil“, die Opera seria, ihren Höhepunkt.
Nachdem sich seit Ende des 16. Jahrhunderts hauptsächlich in Italien aus der Monodie und den florentinischen Intermedien die Form der „Oper“ entwickelt hatte – die 1598 im Kreis der Florentiner Camerata entstandene La Dafne von Jacopo Peri gilt allgemein als erste Oper der Musikgeschichte –, bildete sich Ende des 17. Jahrhunderts die opera seria heraus, welche dann im 18. Jahrhundert die Opernbühnen beherrschte. Als kostspieligste aller Theatergattungen entstand sie aus der Festkultur der herrschenden Klasse (des Adels), deren Regentschaft sie gleichzeitig allegorisch zu legitimieren und überhöhen suchte. In ihren Libretti wurden gerne mythologische und heroische Stoffe verarbeitet, die mit der Herrscherfigur zu identifizieren waren, wie z. B. in La clemenza di Tito (1734) (Die Milde des Titus) von Pietro Metastasio.
Zunehmend populär wurde die Rivalin der „Seria“, die Opera buffa („komische“ Oper), welche sich aus den „Intermezzi“ entwickelte, die, wie der Name andeutet, ursprünglich zwischen den drei Akten der Seria gegeben wurden. Sie hatten keinen Bezug zur Handlung der Seria, sondern dienten mit ihren volkstümlichen und Commedia-dell’arte-Anklängen der Auflockerung oder Überbrückung wichtiger Bühnenarbeiten.
Opere serie, welche immer ein Libretto in italienischer Sprache als Grundlage haben, waren nicht nur in Italien verbreitet, sondern in ganz Europa, wenn man von Frankreich absieht. Hier beherrschte die vom gebürtigen Italiener Giovanni Battista Lulli (Jean-Baptiste Lully) (1632–1687) begründete Tragédie lyrique bis zum Ende des 18. Jahrhunderts die Bühnen, wobei um 1752 zwischen Anhängern des französischen und des italienischen Opernstils der Buffonistenstreit ausbrach.
Die bekanntesten Komponisten der Opera seria sind Antonio Caldara, Alessandro Scarlatti, Johann Adolf Hasse, Antonio Vivaldi, Leonardo Vinci, Nicola Porpora, Georg Friedrich Händel, Leonardo Leo, Baldassare Galuppi, Francesco Feo, Giovanni Battista Pergolesi und in der zweiten Hälfte des Jahrhunderts dann Niccolò Jommelli, Tommaso Traetta, Christoph Willibald Gluck, Josef Mysliveček, Joseph Haydn, Johann Christian Bach, Carl Heinrich Graun, Antonio Salieri, Antonio Sacchini, Giuseppe Sarti, Domenico Cimarosa und Wolfgang Amadeus Mozart.
Die Opera seria basierte auf ihrer textlichen Grundlage, die vornehmlich von den Librettisten Apostolo Zeno und Pietro Metastasio geprägt wurde, deren Vorlagen über Jahrzehnte von zahlreichen Komponisten mehrfach vertont wurden. Weitere bekannte Dichter in dieser Richtung waren Silvio Stampiglia, Antonio Salvi und Paolo Antonio Rolli. 
In der Folge bewirkte die Barockoper auch Änderungen für ihre Spielorte (die Theater), die Kulissen, die Beleuchtung, die Theatermaschinerie, also die Bühne wie die Zuschauerräume (→ Barocktheater).

## Struktur
In der frühen Oper seit der heute als erste ihrer Gattung angesehenen Euridice (1600) von Jacopo Peri (1561–1633) herrschte ein fließender Übergang zwischen langen erzählenden (rezitativischen) und kurzen melodiösen (ariosen, liedhaften, tänzerischen) Abschnitten. Im Laufe des Jahrhunderts wurde dieser Kontrast immer stärker herausgeschält und fand seinen Höhepunkt in der Opera seria, in der die handlungstragenden Abschnitte (Secco-Rezitative) und die betrachtend-kommentierenden, zuweilen philosophisch-belehrenden Arien voneinander klar getrennt sind.
Im Gegensatz zur Arie verzichtet das Rezitativ auf die Wiederholung von Worten und besteht in erster Linie aus einem Sprechgesang mit Dialogen oder Monologen, die die Handlung vorantreiben. Ein gut komponiertes Rezitativ berücksichtigt in seinem Notentext den natürlichen Gesang der Sprache, d. h. Rhythmus und Tonhöhen sollten dem Sprachduktus des (in diesem Fall) Italienischen entsprechen. Der Vortrag des Rezitativs wird begleitet vom Basso continuo: Akkordinstrumenten (meist dem Cembalo und/oder einem Instrument der Lautenfamilie) und einem Violoncello.
Als Abschluss oder Einschub einer Szene folgt eine Da-capo-Arie: die Handlung kommt zum Stillstand und es wird einer handelnden Person Raum gegeben, den jeweiligen Stand des Dramas zu kommentieren und persönliche Empfindungen, gemäß der Affektenlehre auszudrücken. Dies kann eine direkte Bezugnahme auf ein Ereignis sein oder ein Vergleich mit einer vielen Menschen vertrauten Lebenssituation in Form einer „Gleichnisarie“.
Eine solche Arie kann oft bis zu 7 oder 8 Minuten dauern, besteht aus zwei oder drei Versen, deren Versatzstücke mehrmals wiederholt werden, und hat die Form A-B-A. Der erste Abschnitt stellt ein Thema vor, meist als direkte Reaktion auf den letzten Handlungsabschnitt im vorangegangenen Rezitativ. Der B-Teil beleuchtet meist einen anderen Aspekt des angesprochenen Themas oder richtet sich an eine andere Person. Er kann sich demzufolge in Ausdruck und Zeitmaß grundsätzlich vom A-Teil unterscheiden. In der Wiederholung des A-Teiles gilt es nun, das vormals geäußerte Empfinden der handelnden Person noch eindringlicher und entschlossener vorzutragen. Hierbei wird dem Gesangspart ein Höchstmaß an affektsteigernden Verzierungen abverlangt. Nach der Arie, welche gewöhnlich von Streichern, Holzbläsern (Flöten oder Oboen) und manchmal auch Blechbläsern (Hörner oder Trompeten) begleitet wird, verlässt die Person in der Regel die Bühne („Abgangsarie“) und die Zuschauer applaudieren. Eine typische Opera seria besteht aus etwa 30 solcher Nummern, hierbei werden die Rezitative nicht mitgezählt.
Dem Ablauf und stetem Wechsel von Rezitativ und Arie ist eine Ouvertüre in der Form „langsam-schnell (meist ein Fugato)-langsam“ vorangestellt, die jedoch keinen Bezug zur Handlung hat. Kurioserweise hat sich schon Anfang des 18. Jahrhunderts diese Form der französischen Ouvertüre in der italienischen Oper gegen die eigentliche italienische Sinfonia (schnell-langsam-schnell) durchgesetzt.
Das Muster der Folge vom Satzpaar Seccorezitativ-Arie wird manchmal nur durch ein gelegentliches Duett des Haupt-Liebespaares unterbrochen oder dieses steht wirkungsvoll am Ende eines Aktes. In Augenblicken besonders heftiger Gemütsbewegung wird ein Recitativo accompagnato oder auch Recitativo stromentato statt eines „Secco“ bevorzugt, in welchem die Sänger meist durch die Streicher begleitet sind.
Die Handlung einer Opera seria ist meist in drei Akte eingeteilt. Ihre Akteure sind Könige, Adelige, Götter und Helden der antiken Mythologie (z. B. Händel: Deidamia, Hasse: Didone abbandonata). Hier gelten die Regeln des strengen, geschlossenen Dramas. In einem Haupt- und manchmal vielen Nebenhandlungssträngen werden Konflikte zunächst entwickelt, durch Intrigen oder Täuschungen zugespitzt, um sie am Ende wieder aufzulösen. Auch die Personenkonstellation ist standardisiert: es gibt in einer solchen Oper etwa sechs bis sieben Personen, die man in erster und zweiter Reihe stehend sehen kann: die Primadonna und den Primo uomo (einen Kastraten) sowie meist einen Tenor für Partien wie etwa einen Vater oder einen König in der ersten Gruppe, eine Seconda Donna und einen Secondo Uomo sowie ein oder zwei weitere Darsteller für kleinere Rollen (Bass, Sopran).
Charakterlich sind die Figuren keine psychologisch vielschichtig-fühlenden Subjekte, sondern Darstellungen eines Personentypus': Sie repräsentieren entweder die Tugend, die Niedertracht oder schwanken zwischen beiden Polen und entscheiden sich letzten Endes für die Tugend. Richtschnur ihres Handelns sind immer Liebe, Ehre, Pflicht oder auf der anderen Seite Macht, Ruhm, Besitz. Sie sind keine (im Sinne der Aufklärung) frei handelnden Personen, sondern meist dem Willen der Götter oder dem Schicksal unterworfen.
Erst Händel entwickelte seine Handlungsträger über die illustrative Kraft seiner Musik zu Personen, die im Laufe des Dramas auch eine Entwicklung nehmen und deren Arien die unterschiedlichen Seiten dieser Persönlichkeiten beleuchten.
Die wenigen Chöre sind keine im Sinne des antiken Dramas, sondern sie repräsentieren quasi ein vervielfachtes Einzelwesen und keine Masse von fühlenden Individuen.
Die Dramaturgie der Opera seria folgt weitgehend den Vorstellungen der in Rom ansässigen Accademia dell’Arcadia. Sie versuchte zu den klassischen Prinzipien der Tugendhaftigkeit (Aristoteles) zurückzukehren, indem sie hoch moralische Dichtungen als Grundlage nahm, die belehren, aber auch unterhalten sollen.
Anders als im klassischen Drama haben die Librettisten der Opera seria das tragische Ende aus einem Gefühl von Anstand heraus abgelehnt: Die Tugend sollte belohnt werden, also gibt es immer ein Happy End mit einem jubelnden Schlusschor. Kurz vor dem Ende der oftmals sehr verstrickten, an Nebenschauplätzen reichen Handlung wird den Protagonisten vom Dichter ein Anfall von Großmut auferlegt, in dem sie allen Widersachern innerhalb von Sekunden verzeihen, oder ein Deus ex machina greift in das Geschehen ein, um das lieto fine zu ermöglichen. Hier ist es wieder Händel, der teilweise mit dieser Konvention bricht (nachdem er diese natürlich oft bedient hatte) und z. B. in seinem Tamerlano ein tragisches Ereignis zulässt und einen nachdenklichen Schlusschor setzt.
Jeder führende Sänger damals durfte seinen fairen Anteil an traurigen, wütenden, heroischen oder meditativen Arien erwarten. Darüber schreibt der zeitgenössische Dichter und Librettist Carlo Goldoni: „Die drei Hauptpersonen der Handlung sollten jeweils fünf Arien singen; zwei im ersten Akt, zwei im zweiten und eine im dritten. Die zweite Schauspielerin und die zweite Sopranistin dürfen nur drei haben, und die Nebenrollen müssen sich mit einer einzigen Arie, oder höchstens zwei, begnügen. Der Verfasser des Textes muß dem Komponisten die verschiedenen Schattierungen liefern, aus denen das Chiaroscuro der Musik entsteht, und er muß darauf achten, daß nicht zwei feierliche Arien direkt aufeinanderfolgen. Die Bravourarien, die Handlungsarien, die untergeordneten Arien, die Menuette und Rondeaus muß er mit derselben Sorgfalt verteilen. Vor allen Dingen muß er vermeiden, den Nebenrollen Affektarien, Bravourarien oder Rondeaus zuzuteilen.“

## Sänger
Die Herausbildung der Opera seria korrespondierte mit dem Aufstieg der italienischen Kastraten: oft ungeheuer begabte Sänger, vor der Pubertät der Kastration unterzogen, um ihre hohe Knabenstimme zu erhalten, und durch jahrzehntelange rigorose musikalische Ausbildung zu sängerischen „Hochleistungssportlern“ gemacht. Der großen Lunge eines ausgewachsenen Mannes stand der kleine Kehlkopf mit den Stimmbändern eines Knaben gegenüber. Diese Konstellation ermöglichte wohl, unglaublich lange Phrasen zu singen, ohne sie durch Atmen zu unterbrechen, und eine schwindelerregende dynamische Bandbreite.
Sie bekamen die heroischen männlichen Rollen zugesprochen und waren somit das Gegenstück der Primadonna. Der Aufstieg dieser Stars der Opernbühne des 18. Jahrhunderts mit ihren enormen technischen Fähigkeiten hat viele Komponisten angespornt, immer virtuosere Vokalmusik zu schreiben. Meist stand während der Kompositionsphase die Besetzung der Sänger für die erste Aufführung schon fest und so wurden viele Arien und ganze Partien den Interpreten auf den Leib geschrieben. Daraus schlussfolgernd war es dann nötig, bei der Wiederaufnahme einer Produktion die Musik den geänderten Gegebenheiten (z. B. einer anderen Sängerbesetzung) anzupassen. Andererseits war es durchaus üblich, dass ein neuer Sänger eine für ihn geschriebene Bravourarie aus einem früheren Stück mitbrachte und diese in die neue Oper eingefügt wurde, weil er meinte, sich damit am besten präsentieren zu können.
Die bekanntesten Kastraten waren sicherlich Farinelli (1705–1782), welcher sein Debüt im Jahre 1722 in Rom in einer Oper von Nicola Porpora hatte, aber niemals für dessen späteren Londoner Hauptkonkurrenten Händel sang, und Senesino (1686–1758).
Um diese gab es einen Star-Kult, der vielleicht am ehesten mit dem um die Heldentenöre in den großen italienischen Opern des 19. Jahrhunderts, der bis in unsere Tage anhält (z. B. Pavarotti, Carreras, Domingo, Villazón), vergleichbar ist. Hier wie da gab und gibt es frenetischen Beifall, nicht nur, wenn von diesen brillant gesungen, sondern auch, wenn Spitzentöne erreicht wurden (werden). In einer Notiz der Londoner Zeitschrift The Theatre vom 8. März 1720 heißt es dazu spöttisch: „Bei der Probe am vergangenen Freitag …“ (zu Händels Radamisto) „… übertraf Signor Nihilini Benedetti seine bisher bekannte Tonhöhe um einen Halbton. Die Opernaktien standen auf 83 ½, als er begann, auf 90, als er endete.“ Ebenfalls aus London berichtet der Musikliebhaber Roger North: „Diese von weit her geholten und teuer erkauften Herren kehren als wohlhabende Männer in ihre Heimat zurück, kaufen vornehme Häuser und Gärten und leben dort in ihrer Verwunderung ob des Reichtums und der Großzügigkeit der Engländer.“

## 1720–1740
Während dieser 1720er Jahre hatte die Opera seria ihre endgültige Form bereits gefunden. Während Apostolo Zeno und Alessandro Scarlatti ihr den Weg geebnet hatten, erlebte sie jetzt mit den entstehenden Werken von Metastasio und deren Komponisten ihre Blüte.
Metastasios Karriere begann mit der Serenata Gli orti esperidi („Die Gärten der Hesperiden“). Nicola Porpora, viel später der Lehrer Haydns, hatte diese in Musik gesetzt und das Stück war ein großer Erfolg. Metastasio produzierte nun Libretto um Libretto und sie wurden umgehend von den größten Komponisten in Italien und Österreich vertont: Didone abbandonata, Catone in Utica, Ezio, Alessandro nell’Indie, Semiramide riconosciuta, Siroe und Artaserse. Nach 1730, jetzt am Wiener Hof, dichtete er viele Libretti für das kaiserliche Theater bis in die Mitte der 1740er Jahre: Adriano in Siria, Demetrio, Issipile, Demofoonte, L’olimpiade, La clemenza di Tito, Achille in Sciro, Temistocle, Il re pastore und, was er selbst als sein bestes Libretto betrachtete: Attilio Regolo. Sie sind gekennzeichnet von einer eleganten und kunstvollen Sprache, was sie nicht nur als Grundlage für eine Vertonung, sondern auch als eigenständiges gesprochenes Theaterstück wertvoll machen würde.
Die führenden Komponisten der metastasianischen Oper waren zu der Zeit Hasse, Caldara, Vinci, Porpora und Pergolesi. Vincis Vertonungen von Didone abbandonata und Artaserse wurden viel für ihre stromento-Rezitative gelobt und er spielte eine entscheidende Rolle bei der Schaffung des neuen, galanten Stils der Melodie. Hasse dagegen setzte auf stärkere Begleitung, Pergolesi wurde für seine lyrische Schreibart bekannt. Die größte Herausforderung für alle aber war das Erreichen einer Vielfalt, die das strenge Muster des Wechsels von Seccorezitativ und Arie aufbrach. Die veränderlichen Stimmungen in Metastasios Libretti haben dabei geholfen, ebenso wie Innovationen, die von den Komponisten selbst gemacht wurden, wie die Einführung des Accompagnato-Rezitativs oder das Verkürzen des sonst üblichen vollständigen Da capo.
Es bildeten sich Standards, welche Tonart welchem Ausdruck am angemessensten war: d-Moll wurde die übliche Tonart für Wut-Arien, D-Dur stand für Pomp und Bravour, g-Moll für pastorale Stücke und Es-Dur für pathetische Wirkung.

## 1740–1770
Nach dem Höhepunkt in den 1750er Jahren begann die Popularität des metastasianischen Modells zu schwinden. Händel kehrte der Opera seria schon Anfang der 40er Jahre den Rücken, nachdem er lange und gegen starken Widerstand daran festgehalten hatte. Seine letzten Opern, wie etwa Xerxes oder Deidamia weichen durch klarere, auf das Wesentliche fixierte Handlungsabläufe, häufige Verwendung von orchesterbegleiteten Rezitativen, Arietten, Ariosi und Cavatinen statt der Da-Capo-Arie und mehrmaligem Einsatz des Chores schon stark von den Musterexemplaren der Gattung ab. Seine persönliche Opernreform allerdings vollendete er in seinen anderen „Dramen in Musik“, den englischen Oratorien. Hierin finden sich schon nahezu alle Errungenschaften, welche die Erneuerer der italienischen Oper in den folgenden Jahrzehnten hervorbringen werden.
Zu diesen Erneuerern gehören auch Komponisten wie Niccolò Jommelli und Tommaso Traetta, die das scharf kontrastierte Rezept Rezitativ/Arie durch Einflüsse der französischen Oper aufweichten. Jommellis Werke nach 1740 favorisieren zunehmend das Accompagnato-Rezitativ und größere dynamische Kontraste sowie eine stärkere und selbständigere Rolle für das Orchester unter gleichzeitiger Begrenzung der Virtuosität der Vokalpartien. Traetta wiederum führte das Ballett in seine Oper ein und beseitigte das unglaubwürdige lieto fine zugunsten einer Wiedereinführung des tragischen Endes wie im klassischen Drama. Vor allem in seine Opern nach 1760 übertrug er dem Chor eine größere Rolle.
Den Höhepunkt dieser Reformen stellen die Opern von Christoph Willibald Gluck dar. Beginnend mit Orfeo ed Euridice (1762), beschnitt Gluck drastisch die Gesangsvirtuosität als Selbstzweck, schaffte das Secco-Rezitativ ab, wodurch sich die Abgrenzung zwischen Arie und Rezitativ, wie in der Tragédie lyrique schon immer gegeben, stark reduzierte. Er führte also die italienischen und französischen Traditionen zusammen. Dies setzte sich mit Alceste (1767) und Paride ed Elena (1770) fort. Gluck legte großen Wert auf abwechslungsreiche Instrumentation und erhöhte deutlich die Rolle des Chors. Die labyrinthischen Nebenhandlungen, mit denen die früheren Barockopern gespickt waren, wurden eliminiert. Im Jahre 1768 wurde Jommellis Fetonte (Libretto: Verazi) uraufgeführt. Ensembles und Chöre sind hier vorherrschend, die sonst übliche Anzahl von Abgangsarien ist um die Hälfte gekürzt. Vielerorts sind diese Veränderungen jedoch nicht aufgegriffen worden, sodass das metastasianische Modell bis in die 1790er Jahre das übliche war.

## 1770–1800

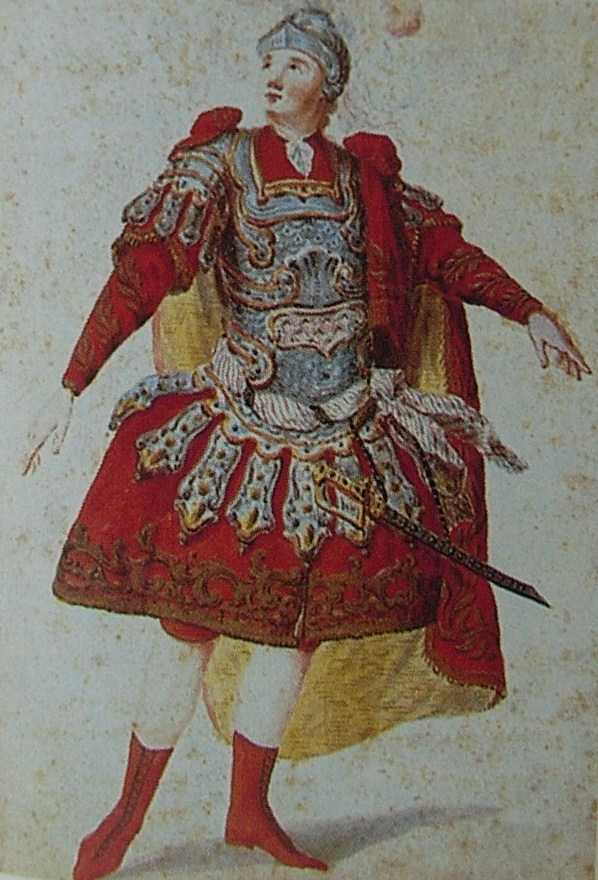
Anton Raaff, deutscher Tenor, welcher die Titelpartie in Mozarts Idomeneo sang, hier in einer heroischen Rolle.

Glucks Reformen haben die meisten Komponisten der Opera seria der vergangenen Jahrzehnte ins Abseits gestellt: Die Karrieren von Hasse, Jommelli, Galuppi und Traetta waren zu Ende. Mit dem Sog der Reformen kam eine neue Generation von Komponisten wie Wolfgang Amadeus Mozart, Joseph Haydn, Johann Christian Bach, Carl Heinrich Graun, Antonio Salieri (ein Schüler von Gluck), Antonio Sacchini, Giuseppe Sarti und Domenico Cimarosa zum Vorschein. Um die Popularität der Da-Capo-Arie war es geschehen, sie wurde immer häufiger durch das Rondo ersetzt. Die Orchester wurden größer und reicher an instrumentalen Klangfarben, die Ensembles immer prominenter. Während in den 1780er Jahren Metastasios Libretti noch weitgehend das Repertoire beherrschten, schob eine neue Gruppe von venezianischen Librettisten die Opera seria in eine neue Richtung. Die Arbeiten von Gaetano Sertor und der Gruppe um ihn herum brach schließlich mit der absoluten Dominanz der Sänger und gab der Opera seria einen neuen Impuls in Richtung auf die spektakulären und dramatischen Elemente, die zur romantischen Oper des 19. Jahrhunderts führten. Das tragische Ende, der Tod auf der Bühne und der Königsmord wurden eher die Regel als die Ausnahme. Im letzten Jahrzehnt des Jahrhunderts war die Opera seria, wie sie traditionell definiert worden war, im Wesentlichen tot und die politischen Umwälzungen, die die Französische Revolution mit sich brachte, fegte sie von der Bühne der Operngeschichte.

## Sozialer Kontext
Von wenigen Ausnahmen abgesehen, war die Opera seria die Oper der Herrschenden: der Monarchie und des Adels. Ausnahmen bildeten die bürgerlichen Theater in London, Hamburg, Leipzig und Venedig, deren Produktionen keine Auftragswerke von Fürstenhäusern, sondern für ein breites Publikum aus verschiedenen Bevölkerungsschichten geschrieben waren. Hier reagierte der „Opernbetrieb“ auf den Geschmack des Publikums und nicht den der Aristokratie.
Zum größten Teil jedoch war die Opera seria eine höfische Operngattung. Und diese diente, neben der „Gemüths-Ergötzung“, der Beweihräucherung des Herrschers: Man sieht quasi ihn selbst auf der Bühne in einer anderen Zeit und einem anderen Ort z. B. siegreich vom Feldzug kommen oder seinen Untergebenen einmal mit Strenge, einmal mit Huld begegnen. Opera-seria-Sujets sind stark von diesem Kriterium geprägt: Il re pastore zeigt die Herrlichkeit Alexanders des Großen, während La clemenza di Tito auf den römischen Kaiser Titus gemünzt ist. Die Potentaten im Publikum beobachten ihre Amtskollegen aus alter Zeit und (wollen) sehen, dass deren wohlwollende Autokratie zu ihrem eigenen Ruhme gereicht.
Viele Aspekte der Inszenierung trugen zu diesem Effekt bei: Sowohl Zuschauerraum als auch Bühne wurden während der Vorstellung beleuchtet und so war die gespiegelte Architektur des Geschehens auf der Bühne und die in den Logen der Hofoper für jeden offensichtlich. Manchmal waren die Zusammenhänge zwischen Oper und fürstlichem Publikum sogar noch enger: Glucks Serenata Il Parnaso confuso wurde zum ersten Mal in Wien mit einer aus Mitgliedern der königlichen Familie bestehenden Besetzung aufgeführt.
Mit der französischen Revolution jedoch kamen die politischen Umwälzungen auch nach Italien, wo sich Republiken gründeten und alte Autokratien fielen. So wurde das arkadische Ideal der Opera seria zunehmend irrelevant. Herrscher waren nun auch auf der Bühne nicht mehr frei von gewaltsamen Todesfällen und unter den neuen gesellschaftlichen Idealen schwand auch die in der Oper bis dahin geltende Hierarchie der Sänger. Die Opera seria war so eng mit den Mächtigen des späten Feudalismus verbündet, dass deren Fall auch ihr Untergang war.